# Gustav Gröber
Gustav Gröber (Lipsia, 4 maggio 1844 – 6 novembre 1911) è stato un filologo tedesco e studioso del diritto romano.

## Biografia
Fu professore di filologia romanza all'Università di Strasburgo. Le sue teorie sull'evoluzione della letteratura medioevale furono molto influenti, particolarmente nel suo discepolo Ernst Robert Curtius. A lui si deve una teoria sulla formazione e la struttura dei canzonieri.

## Opere
- Zeitschrift für romanische Philologie (1877-, la rivista è ancora attiva oggi)[1]
- Grundriss der romanischen Philologie, unter Mitwirkung von 25 Fachgenossen (1886).